# Zweiundzwanzig (Spiel)
Zweiundzwanzig ist ein einfaches Würfelspiel mit einem einzelnen Würfel und einem Würfelbecher für beliebig viele Mitspieler. Eine Variante des Spiels stellt Fünfzehn dar, das sich von Zweiundzwanzig durch einen anderen Zielwert unterscheidet.

## Spielweise

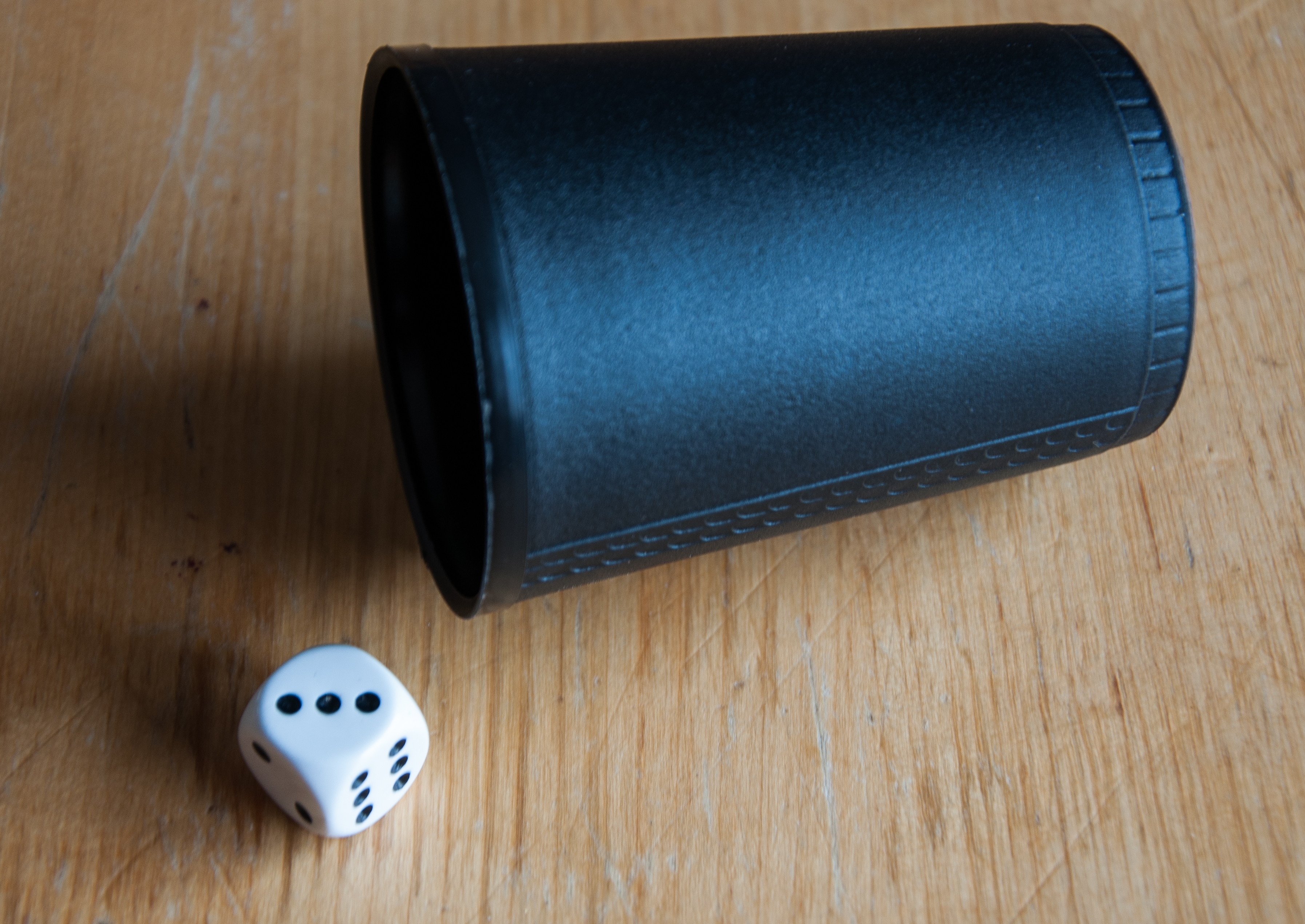
Zweiundzwanzig wird mit einem einzelnen Würfel und Würfelbecher gespielt.

Das Spiel wird reihum gespielt. Jeder Spieler darf so lange würfeln, bis die Gesamtaugen seiner Würfe die Summe von 22 Punkten erreicht oder überschreitet. Spieler, die über die 22 kommen, scheiden aus. Gewonnen hat der Spieler, der die 22 erreicht oder als nächster an diese heranreicht. Als verschärfende Regel gilt, dass Spieler, die einen vierten Wurf wählen, dazu verpflichtet sind, auch einen fünften zu machen.
In der Variante Fünfzehn gelten die gleichen Regeln wie bei Zweiundzwanzig, allerdings ist hierbei die Summe von 15 Punkten zu erreichen.
Makao funktioniert nach dem gleichen Prinzip, aber hier darf man die Summe neun nicht überschreiten.

## Belege
1. 1 2 3  „Zweiundzwanzig“ In: Erhard Gorys: Das Buch der Spiele. Manfred Pawlak Verlagsgesellschaft, Herrsching o. J.; S. 402.
2. 1 2  „Fünfzehn“ In: Robert E. Lembke: Das große Haus- und Familienbuch der Spiele. Lingen Verlag, Köln o. J.; S. 244.